# 菲拉德尔菲亚
菲拉德尔菲亚（義大利語：Filadelfia），是意大利维博瓦伦蒂亚省的一个市镇。总面积30平方公里，人口5683人，人口密度189.4人/平方公里（2009年）。